# Caroline Dubois (athlétisme)
Caroline Dubois est une athlète française, née à Cluses le 8 mai 1983, adepte de la course d'ultrafond et championne de France des 100 km en 2015.

## Biographie
Caroline Dubois est championne de France des 100 km de Vendée en 2015,, et vice-championne de France en 2013 à Belvès. Elle est également sélectionnée pour les championnats d'Europe des 100 km en 2012, 2013 et 2015, et les championnats du monde des 100 km en 2012 et 2015.
Elle est vice-championne de France de Trail Court à Gap en 2013 et 3e des championnats nationaux de km vertical en 2014. Elle est également sélectionnée pour les championnats d’Europe de course en montagne en 2011 à Bursa en Turquie où elle termine 14e,.

## Records personnels
Statistiques de Caroline Dubois d'après la Fédération française d'athlétisme (FFA) :
- 3 000 m : 10 min 51 s 42 en 2015
- 10 km route : 37 min 17 s en 2014
- Semi-marathon : 1 h 19 min 30 s en 2014
- Marathon : 2 h 52 min 1 s au marathon de La Rochelle en 2013[12]
- 100 km route : 7 h 58 min 22 s aux championnats de France des 100 km de Vendée en 2015[13]